# Longraye
Longraye település Franciaországban, Calvados megyében. Lakosainak száma 233 fő (2018. január 1.). Longraye Hottot-les-Bagues, Lingèvres, Torteval-Quesnay és Trungy községekkel határos.

## Népesség
A település népességének változása:
| Lakosok száma | 225  | 237  | 206  | 231  | 242  | 241  | 240  | 233  | 233  |
|               | 1968 | 1990 | 1999 | 2006 | 2011 | 2013 | 2015 | 2017 | 2018 |